# 俞文豹
俞文豹（?—?），字文蔚。括蒼（今浙江麗水）人。南宋人。
曾是湖北蘄春教諭，自稱“以文字之緣漫浪江湖者四十年”，自嘲平生有三恨：一无子，二无助，三无成。晚年寓居臨安。著有《清夜录》一卷，《古今艺苑谈概上集》六卷，《下集》六卷，《吹剑录》一卷，《吹剑录外集》一卷等。